# シエラレオネ人質救出作戦
シエラレオネ人質救出作戦（シエラレオネきゅうしゅつさくせん）とは、2000年にシエラレオネ共和国で拉致されたイギリス軍兵士を救出した作戦。また、同作戦を題材にディスカバリーチャンネル（ゼロアワー）が制作した再現ドキュメント番組。

## 概要
2000年6月、シエラレオネに駐留する王立アイルランド連隊のイギリス軍兵士11名と同伴したシエラレオネ軍兵士1名が、オコラ・ヒルズをパトロールする任務中に武装したテロリストのグループにより拉致された。
イギリス軍兵士達はジャングル内にあるテロリストのアジトに監禁され、シエラレオネ軍兵士であるムサ・バングラ中尉は鞭で打たれる、洞穴に作った便所に収容されるといった拷問を受ける事態となった。
テロリストは声明を出し恩赦と仲間の解放を要求。イギリス軍はテロリストのグループと交渉し、衛星電話と引き換えに5人の人質を解放させた。その傍ら、特殊部隊（SAS）の偵察隊を監禁先であるアジトへ投入し、現場の地形、およびテロリストの人数、位置、装備の情報を入手した。また、川での襲撃艇による偵察にはSBSが動員された。
同年9月10日未明にヘリコプター2機により急襲。SASおよび空挺連隊第1大隊が降下して銃撃戦の末にアジトを制圧し、兵士全員の救出に成功した。テロリストグループ側の死者は25名から50名以上、特殊部隊側の死者はヘリから降下する際に撃たれた1名のみであったという。

## テロリストグループ
ディスカバリーチャンネルの再現番組によれば、このテロリストはウェスト・サイド・ボーイズと呼ばれるグループでこの組織は国際組織や統一革命戦線（RUF）に関連した組織ではなく、要求も「幹部のロンドン大学への入学」など具体性を伴わない正体不明の組織であったとしている。
テロリストグループの兵士のほとんどは、急襲作戦の過程で射殺されたが、最高幹部は射殺を免れシエラレオネで裁判にかけられた後、国内の刑務所に収監されている。